# Dębnica (powiat gnieźnieński)
Dębnica (niem. Karlsdorf) – wieś w Polsce położona w województwie wielkopolskim, w powiecie gnieźnieńskim, w gminie Kłecko.
Wieś była wymieniana w 1136 lub 1236 jako własność arcybiskupa gnieźnieńskiego. Dębnica jest położona na Pojezierzu Gnieźnieńskim, w bezleśnej okolicy, nad Małą Wełną. W średniowieczu wieś była własnością i gniazdem rodowym Żalińskich, których potomkowie pełnili urzędy m.in. kasztelana gdańskiego, wojewody pomorskiego i malborskiego. We wsi do XVII w. działał zbór braci czeskich, popieranych przez właścicieli miejscowości. Jednym z jego pastorów był Jakub Gembicki, który zmarł w Dębnicy w 1633 roku. W tym samym roku zmarł w domu Gembickiego jego przyjaciel, Daniel Mikołajewski. Rodzina Latalskich przeszła później na katolicyzm, co zaowocowało budową kościoła.
W latach 1954–1951 wieś należała i była siedzibą władz gromady Dębnica, po jej zniesieniu w gromadzie Kłecko. W latach 1975–1998 miejscowość należała administracyjnie do województwa poznańskiego.
W 2011 liczyła 481 mieszkańców.
Drewniany kościół św. Mikołaja i św. Jadwigi pochodzi z 1726 roku i został rozbudowany w 1937 według projektu Stefana Cybichowskiego. Zachowała się kropielnica z XV w. i wystrój z XVIII wieku.
We wsi znajduje się stacja kolejowa Dębnica Wielkopolska.

## Galeria

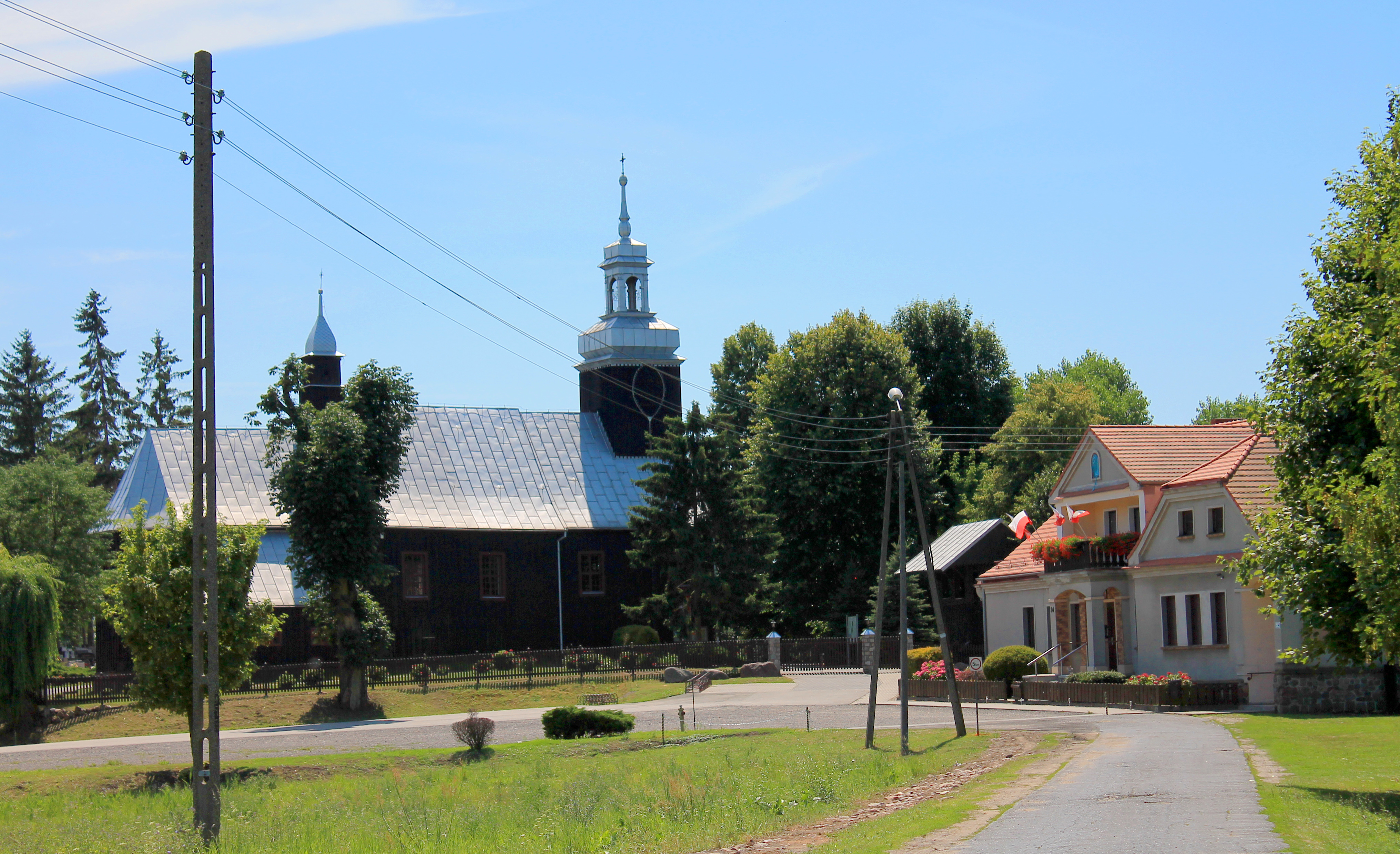
Kościół katolicki św. Mikołaja i św. Jadwigi oraz plebania
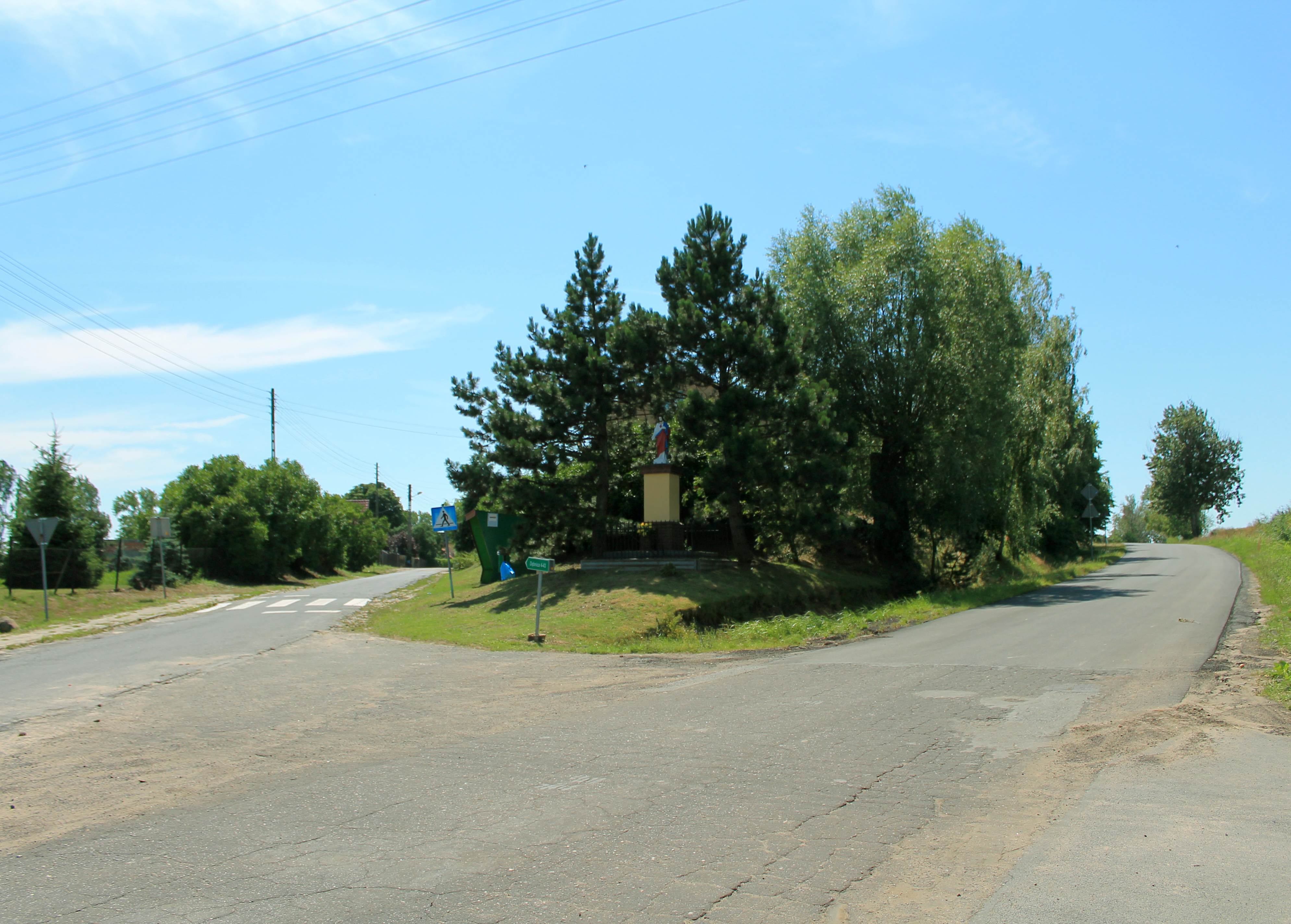
Skrzyżowanie we wsi
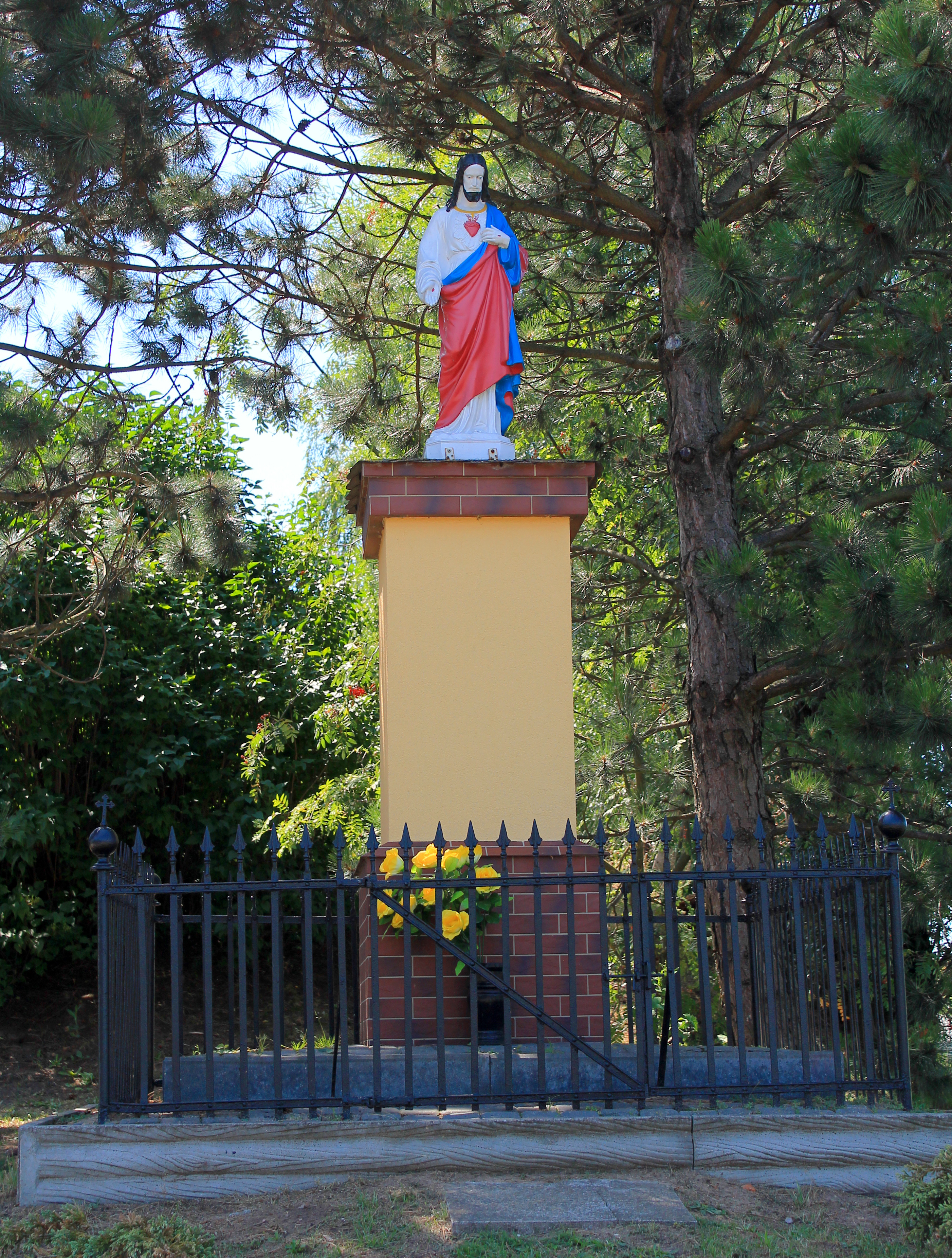
Rzeźba Jezusa przy drodze
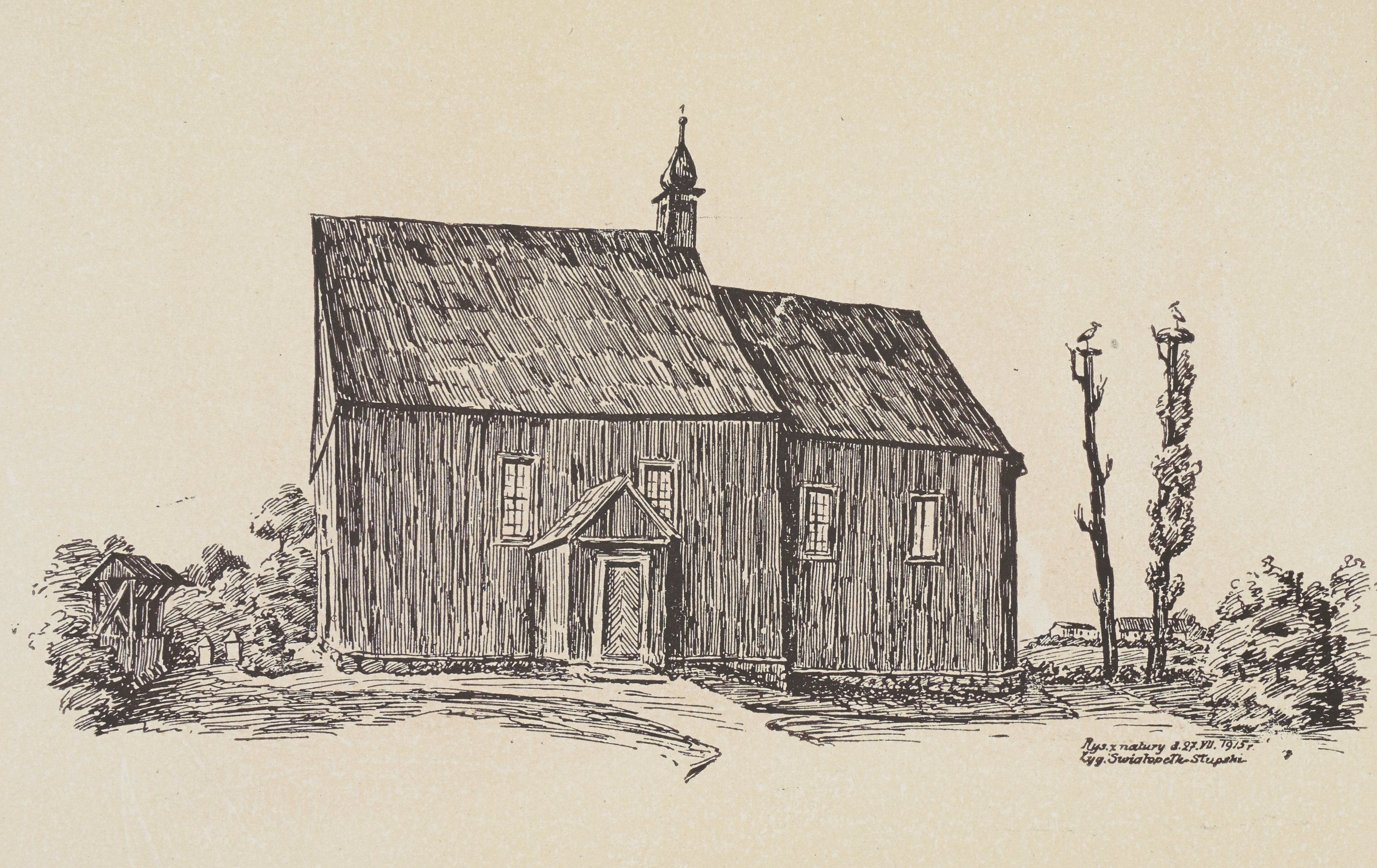
Widok kościoła przed 1917